# Rio Carassu (Vã)
O rio Carassu (em turco: Karasu; lit. "água negra") ou Marmete (em armênio: Մարմետ; romaniz.: Marmet) é um rio da província de Vã, na Turquia. Nasce no lago oeste da parte central da cordilheira de Cotur (Vaspuracânia), no sopé das montanhas Bujuniase. Passa pela planície de Carassu e pelo lado nordeste do lago Archaque, 11-12 quilômetros a noroeste de Vã, antes de desaguar no lago de Vã. É o maior rio na bacia do Vã, com cerca de 100 quilômetros de comprimento, oito a dez metros de largura no curso médio e 30 a 33 metros de largura na foz. É pantanoso nos trechos superiores e tinha uma ponte com estacas.